# Löytänjärvi
Löytänjärvi eller Löytänänjärvi är en sjö i Finland. Den ligger i kommunen Kiuruvesi i landskapet Norra Savolax, i den centrala delen av landet, 400 km norr om huvudstaden Helsingfors. Löytänjärvi ligger 151,3 meter över havet. I omgivningarna runt Löytänjärvi växer i huvudsak blandskog. Den är 1 meter djup. Arean är 35,8 hektar och strandlinjen är 2,9 kilometer lång. Sjön  ingår i Vuoksens huvudavrinningsområde. 